# Dürers Tod
Das Werk Dürers Tod, oder auch Dürer auf der Totenbahre, ist das sechste Transparentgemälde der Werke, die zu den Feierlichkeiten des 300. Todestages Albrecht Dürers 1828 angefertigt wurden. Carl Heinrich Hermann fertigte den Entwurf dieses Transparents an.

## Bildinhalt
Das Werk zeigt den christusartig dargestellten Dürer auf einer Totenbahre. Links von ihm drei Frauen, angelehnt an die drei Marien. Rechts von ihm drei zeitgenössische Künstler, Johann Friedrich Overbeck, Christian Daniel Rauch und Bertel Thorvaldsen, die, laut dem Kunstblatt 1828, das von den Ereignissen des Festes berichtete, verhindert waren und somit nicht an den Feierlichkeiten teilnehmen konnten. Die drei Frauen bringen Kränze zur Bahre, während die drei Herren betend ihre Hände hochhalten. Vor der Bahre stehen zwei Blumentöpfe mit Lilien, welche auf die göttliche Präsenz, die auch gleichzeitig durch die Beleuchtung des Transparents hervorgehoben wird, hinweisen. Durch das sich hinter dem Kopf Dürers befindende gotische Fenster, das vermutlich die um die für das Fest aufgestellte Scheinarchitektur ergänzte, wirkte die Beleuchtung des Transparents vermutlich wie göttliches Licht, das den Raum erfüllte. Die gesamte Komposition und die Darstellung des toten Dürers erinnern deutlich an die christliche Sterbekunst (ars moriendi) des späten Mittelalters und der Frührenaissance, an der man sich orientiert hatte.

## Hintergrund
Von den sieben Transparenten sind heute nur noch Kopien (unter anderem Stiche von Johann Phillip Walther) erhalten. Die sieben Werke befanden sich während des Festes im Nürnberger Rathaussaal und wurden dort an gotischer Scheinarchitektur ausgestellt. Die Transparente zeigen, bis auf „Raffael und Dürer am Thron der Religion“, Szenen aus dem Leben Dürers. „Dürers Tod“ steht im großen Kontrast zum vorletzten Transparent, „Tod der Mutter Dürers“, bei dem dessen Mutter in ihrem eigenen Bett liegt, während Dürer in „Dürers Tod“ auf einer Totenbahre in einer gotischen Kirche liegt und das Bild somit in einen christlichen Kontext gerückt wird. Ein Großteil der Künstler, die an den sieben Transparenten der Dürerfeier arbeiteten, lassen sich den Nazarenern zuordnen. Diese Künstlergruppe orientierte sich stark an der altdeutschen und italienischen Kunst und nahmen Künstler wie Raffael und Dürer als Vorbild. Diese beiden werden auch im mittleren Transparent, „Raffael und Dürer am Throne der Religion“ zusammen dargestellt.
Bei den Nazarenern entwickelte sich um Dürer eine Art Mythos, bei dem Dürer eine christusähnliche Rolle zugeschrieben bekam. Sie sahen seine Kunst als Perfektion und empfanden sie als wunderschön. Seine Kunst kam laut der Nazarener so nah an die Natur heran, dass sie diese mit dem Schöpfungsprozess Gottes verglichen. Zusätzlich stellte sich Dürer selbst, wie vielen bekannt, fast christusartig in seinem berühmten Selbstbildnis im Pelzrock dar. Außerdem führten auch Aussagen des Künstlers selbst dazu, dass die Nazarener ihm später diese Rolle zuwiesen. So bezeichnet Dürer die künstlerische Tätigkeit als „gleichförmig Geschöpf nach Gott“, womit er sich selbst auch auf einen göttlichen Status heraufwertet.
In der Gesamtkomposition der sieben Transparente des Dürerfestes 1828 spielt dieses Werk eine abschließende Rolle, indem es das Dürerbild der Nazarener deutlich repräsentiert. Es wird sich an altdeutscher und italienischer Sterbekunst orientiert und Dürer wird auf einen göttlichen Status herangehoben.